# Gaddafi Stadium
Gaddafi Stadium (urdu: قذافی اسٹیڈیم) er et cricketstadion i Lahore, Pakistan. Det blev designet af den berømte arkitekt og ingeniør Nasreddin Murat-Khan, og bygget af Mian Abdul Khaliq and Company i 1959. Stadionet blev renoveret til verdensmesterskabet (ICC Cricket World Cup) i 1996, hvor det var vært til finalen. Det er også det største cricketstadion i Pakistan og var det femtestørste i verden med en kapacitet på 60.000 tilskuere, indtil kapaciteten blev reduceret til 27.000 ved renoveringen. Gaddafi Stadium er hjemsted for Pakistans cricketlandshold.
Stadionet hed oprindeligt Lahore Stadium men fik sit nuværende navn i 1974 til ære for den tidligere libyske præsident Muammar Gaddafi en en tale, som denne gav på den 2. møde afholdt af Organization of the Islamic Conference i Lahore, hvor Gaddafi forsvarede Pakistans ret til af have atomvåben.